# Floyd Lavinius Parks

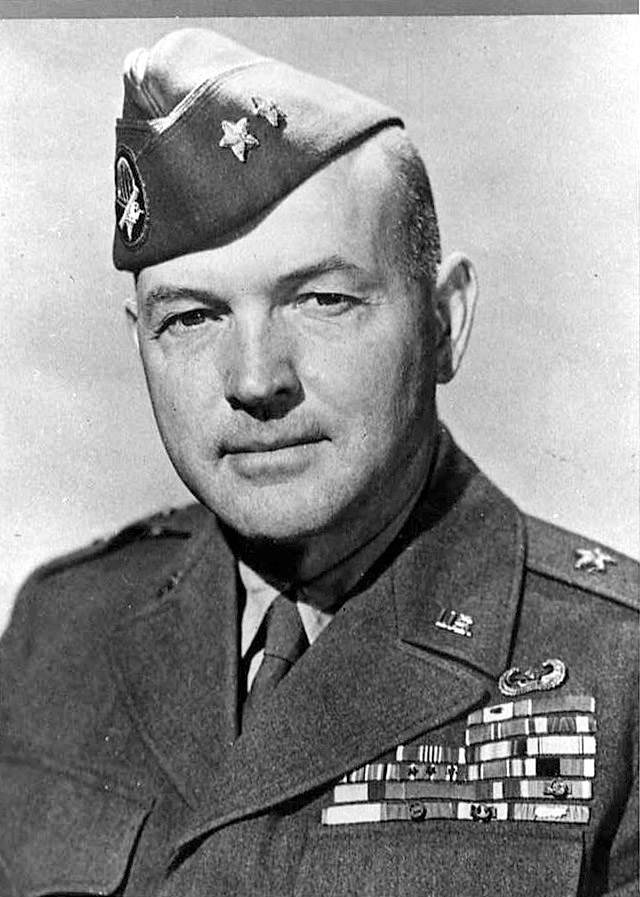
Floyd L. Parks

Floyd Lavinius Parks (* 9. Februar 1896 in Louisville; † 10. März 1959 in Washington, D.C.) war während des Zweiten Weltkriegs General der US-Armee. Während des Krieges war er Stabschef der US Army Ground Forces und der First Allied Airborne Army. Als solcher nahm er an der Operation Market Garden teil, die Luftlandungen in den Niederlanden hinter den deutschen Linien leitete, die die alliierten Streitkräfte daran hinderten, den Rhein zu überqueren. Bei seiner Beförderung 1945 zum Generalmajor befehligte er die US First Airborne Army. Nach dem Krieg befehligte Parks den US-Sektor in Berlin, bevor er nach Washington D.C. ging, um Leiter der Public Information Division der Armee zu werden. Später, 1949, befehligte er amerikanische Streitkräfte in der US Army, Pacific. Nach seinem Dienst auf Hawaii wurde er Leiter der Informationsabteilung, woraufhin er als "Vater der modernen Public Relations der U.S. Armee" bekannt wurde. Er wurde 1953 zum Generalleutnant befördert und diente danach bis zu seiner Pensionierung 1956 als Befehlshaber der Zweiten Armee der Vereinigten Staaten.

## Früher Lebensweg
Floyd Lavinius Parks wurde am 9. Februar 1896 in Louisville, Kentucky, geboren, als jüngstes von vier Kindern von Lyman Lewis Parks und Lizzie Pratt, geb. Manly.  Er besuchte das Clemson College und schloss 1918 mit einem Bachelor of Science in Maschinenbau und Elektrotechnik ab.

## Erster Weltkrieg
Parks traten 1918 als Soldat in die Armee ein und wurden in diesem Jahr in die Infanterie eingegliedert. Er diente als Maschinengewehrlehrer bei den 65th Engineers, der ersten Panzertruppe der US-Armee, unter dem Kommando von Captain Dwight D. Eisenhower von 1918 bis 1923 in Camp Colt, Pennsylvania. Dort diente er auch als leitender Offizier der Kompanie A, des 333. Panzerbataillons und des Tank Corps Reserve Officers Training Camp.

## Zwischenkriegszeit
Parks war von 1921 bis 1923 Aide-de-camp von Generalmajor Edward McGlachlin, Jr. Er erhielt einen Master of Science in Ingenieurwissenschaften von der Yale University und schloss 1924 die Tank School ab. Ebenfalls in diesem Jahr heiratete er Molly Mitchel Trewbridge, aber die Ehe dauerte nur 3 Jahre und sie wurden 1927 geschieden. 1927 wurde er Kommandant der Company A, 21st Infantry in der Schofield Barracks auf Hawaii. Von 1928 bis 1932 war er in West Point als Adjutant von Generalmajor William R. Smith, dem Superintendenten der Militärakademie der Vereinigten Staaten, tätig. 1931 heiratete er Harriet Marie Appleby-Robinson, mit der er vier Kinder erzogen hatte. Parks absolvierte 1933 die United States Army Infantry School. Anschließend besuchte er die Command and General Staff School in Fort Leavenworth, Kansas, die er im Juni 1935 abschloss. Anschließend war er bis 1937 als Ausbilder tätig. Von 1937 bis 1939 war er Adjutant von General Malin Craig, Stabschef der Armee.

## Zweiter Weltkrieg
Parks absolvierte 1940 das Army War College und wurde Planungs- und Ausbildungsoffizier der 2. Panzerbrigade, dann diente er im Stab der 2. Panzerdivision. Im Juli 1941 wurde er Sekretär des Generalstabs des Kriegsministeriums. Im März 1942 wurde er unter Generalleutnant Lesley J. McNair zum stellvertretenden Stabschef der Streitkräfte ernannt und wurde später deren Stabschef. Im Juni 1942 wurde er zum Brigadegeneral befördert. Von Mai 1943 bis Juli 1944 war er stellvertretender Divisionskommandant der 69. Infanteriedivision in Camp Shelby, Mississippi, unter dem Kommando von Major General Charles L. Bolte. Im August 1944 wurde er Stabschef der First Allied Airborne Army, später der U.S. First Airborne Army, unter Generalleutnant Lewis H. Brereton. Im März 1945 wurde er zum Generalmajor befördert. Von Mai bis Oktober 1945 übernahm er die Nachfolge von Brereton im Kommando der Ersten Luftwaffenarmee.

## Nach dem Zweiten Weltkrieg und Kalter Krieg
Von Juli bis September 1945 befehligte Parks den Amerikanischen-Sektor und war vom 4. Juli 1945 bis zum 6. September 1945 Kommandant des amerikanischen Sektors von Berlin. Er vertrat die Vereinigten Staaten in der Alliierten Kommandatura, die es den vier alliierten Mächten erlaubte, die Stadt zu regieren. Damit wurde er zum Bürgermeister des US-Sektors in Berlin. Im Oktober 1945 ging Parks nach Washington D.C., um Leiter der Abteilung für öffentliche Informationen der Armee zu werden. Dieses Amt bekleidete er von 1945 bis 1948. In dieser Position gab er der Presse bekannt, dass der General der Armee Dwight D. Eisenhower nicht plane, bei den Wahlen 1948 als Kandidat für eine der beiden Parteien, Demokratisch oder Republikanisch, zu kandidieren. Von 1948 bis 1949 war er stellvertretender Kommandierender General der United States Army Pacific auf Hawaii. Während seiner Tätigkeit als solcher flog er über die Salomonen und erlebte den Ausbruch des Vulkans Mt. Bagana auf der Insel Bougainville. Seine Fotos von diesem Ausbruch wurden im Life Magazin veröffentlicht. Im folgenden Jahr gewann er die All Army Golf Championship, Senior Division, die am 13. August 1949 in San Antonio, Texas stattfand. Nach seinem Dienst auf Hawaii wurde er Leiter der Informationsabteilung, eine Position, die er bis 1953 innehatte. Er erhielt in diesem Jahr die Beförderung zum Generalleutnant und diente bis zu seiner Pensionierung 1956 als Befehlshaber der 2. US-Armee in Fort Meade, Maryland.

## Späteres Leben
Parks wurde im März 1956 Geschäftsführer der National Rifle Association, eine Position, die er bis zu seinem Tod innehatte. Er setzte das Golfen fort und gewann 1957 die Mid-Atlantic Senior Golf Championship in Virginia Beach, Virginia. Parks gingen oft mit Präsident Eisenhower golfen, und einmal erzielte Parks ein Hole-in-one, während er mit ihm spielte. Parks starb am 10. März 1959 nach langer Krankheit im Walter Reed Army Hospital in Washington DC. Parks ist in Abschnitt 30, Grab 664 auf dem Arlington National Cemetery begraben.

## Auszeichnungen
Zu den Auszeichnungen von Parks gehörten die Distinguished Service Medal (zweimal), die Legion of Merit, der Bronze Star, die Air Medal und die Army Commendation Medal. Er erhielt auch Auszeichnungen aus dem Ausland, darunter den British Order of the Bath und den Sowjetischen Order of Kutuzov.
- Distinguished Service Medal
- Legion of Merit
- Bronze Star
- Air Medal
- Army Commendation Medal
- World War I Victory Medal
- American Defense Service Medal
- American Campaign Medal
- European-African-Middle Eastern Campaign Medal
- World War II Victory Medal
- Army of Occupation Medal

## Ehrungen
Ein Golfplatz in Fort Meade wurde zu seinen Ehren benannt. Berlin hat eine nach ihm benannte Straße, den Floyd-L-Parks-Weg, in Berlin-Lichterfelde neben den ehemaligen McNair Barracks. Parks wurde in die U.S. Army Public Affairs Hall of Fame, Class of 2000 mit der Anerkennung als "Vater der modernen Army Public Affairs" gewählt. Sein Nachlass befindet sich im Eisenhower Presidential Center.